# Eurytion gracilis
Eurytion gracilis är en mångfotingart som först beskrevs av Paul Gervais 1849.  Eurytion gracilis ingår i släktet Eurytion och familjen storjordkrypare. Inga underarter finns listade i Catalogue of Life.